# Коденка
Коденка, Коднянка — річка в Україні, у межах Бердичівського та Житомирського районів Житомирської області. Ліва притока Гуйви (басейн Дніпра).

## Опис
Довжина 34 км, Похил річки 1,7 м/км. Річище звивисте, завширшки до 5 метрів. Площа басейну 342 км². Річище заболочене, у багатьох місцях штучно зарегульоване.

## Притоки
- Волиця
- Жабокрик
- Мочихвіст
- Річка без назви — ліва притока. Починається на південному сході від Слободища. Тече переважно на північний схід через Рею і на південному заході від с. Старий Солотвин впадає у Коденку. Населені пункти вздовж берегової смуги: Гвіздава. Довжина річки 12 км. Площа басейну 43,6 км².[2]

- Річка без назви — ліва притока. Починається на сході від с. Троянів. Тече переважно на південний схід через с. Двірець[3] та Іванківці. Довжина річки 10 км. Площа басейну 36,5 км².[4]

## Розташування
Починається на північний схід від Гальчина. Тече переважно на північний схід через Старий Солотвин і на північній околиці Пряжіва впадає в річку Гуйву, праву притоку Тетерева.

## Галерея

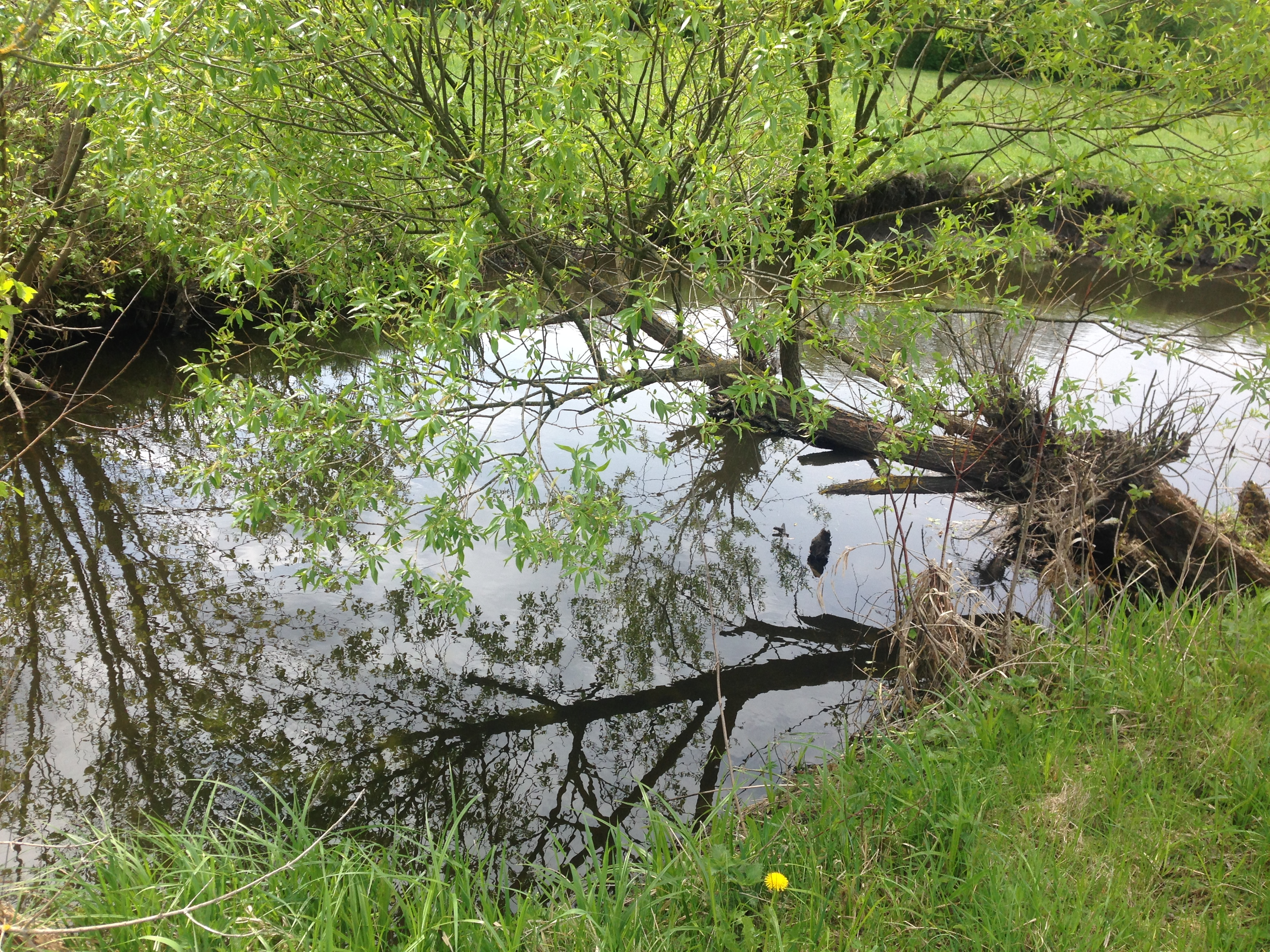
Коденка у Пряжеві
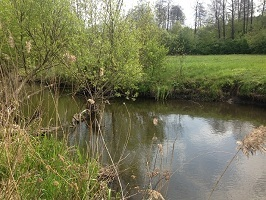
Коденка у Пряжеві
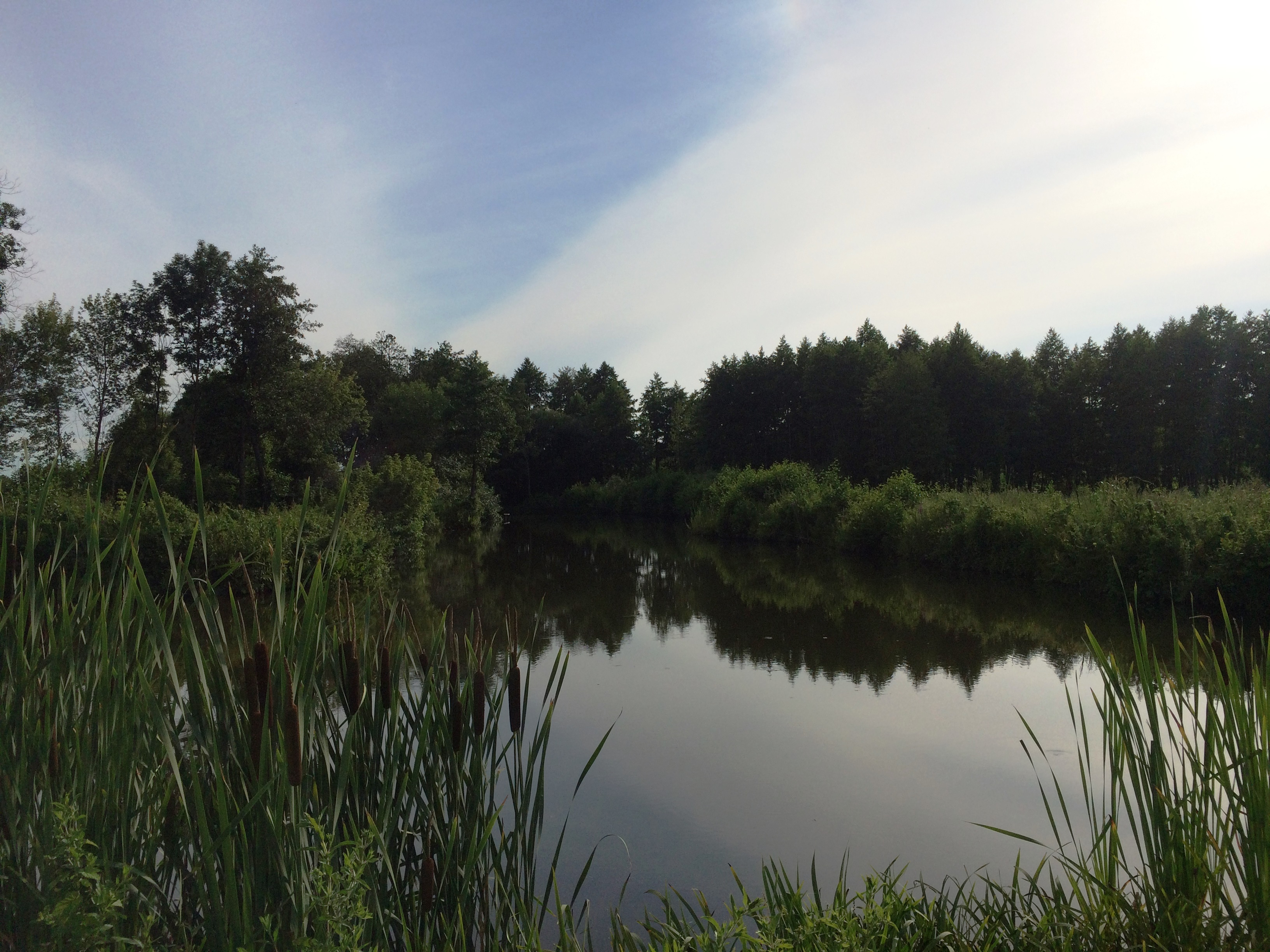
Штучний ставок на р. Коденка поблизу с. Сьомаки